# كامدن رايلي
كامدن رايلي (بالإنجليزية: Camden Riley)‏ هو لاعب كرة قدم أمريكي في مركزي الدفاع والوسط، ولد في 20 أغسطس 1996 في دالاس في الولايات المتحدة. لعب مع Pacific Tigers men's soccer ‏.

## وصلات خارجية
- كامدن رايلي على موقع الدوري الأمريكي (الإنجليزية)
- كامدن رايلي على موقع قاعدة بيانات كرة القدم.إي يو (الإنجليزية)
- كامدن رايلي على موقع Soccerway.com (الإنجليزية)